# Macrobiotus kozharai
Macrobiotus kozharai är en djurart som tillhör fylumet trögkrypare, och som beskrevs av Vladimir I. Biserov 1999. Macrobiotus kozharai ingår i släktet Macrobiotus och familjen Macrobiotidae. Inga underarter finns listade i Catalogue of Life.